# 유호 (광릉애왕)
광릉애왕 유호(廣陵哀王 劉護, ? ~ 기원전 17년 혹 기원전 16년)는 중국 전한의 황족이자 제후왕으로, 광릉왕이다. 광릉공왕 유의의 아들이다. 공왕이 공왕 3년(기원전 32년)에 죽자 그 자리를 계승했고, 애왕 16년(기원전 16년) 혹 애왕 15년(기원전 17년)에 아들 없이 죽어 광릉나라는 폐지됐다.